# Saitidops clathratus
Saitidops clathratus är en spindelart som beskrevs av Simon 1901. Saitidops clathratus ingår i släktet Saitidops och familjen hoppspindlar. Inga underarter finns listade i Catalogue of Life.